# Money in the Bank (2011)
Money in the Bank 2011 là sự kiện thứ 7 trong 13 sự kiện pay-per-view đấu vật chuyên nghiệp sản xuất bởi WWE năm đó, và là lần thứ hai của chuỗi sự kiện thường niên Money in the Bank, diễn ra ngày 17 tháng 7 năm 2011, tại Allstate Arena ở Rosemont, Illinois.
Sự kiện bao gồm 6 trận đấu, bao gồm 2 Trận đấu thang Money in the Bank. Alberto Del Rio giành chiến thắng cho Raw để giành một trận tranh đai WWE Championship vào thời gian bất kì trong năm tới mà anh chọn, trong khi Daniel Bryan giành chiến thắng cho SmackDown với cùng cơ hội tranh đai World Heavyweight Championship. Trong trận tranh đai World Heavyweight Championship cũng diễn ra trong sự kiện, Christian đánh bại Randy Orton bằng luật chống phạm quy và trở thành nhà vô địch mới theo thể loại trận đấu. Sự kiện chính chứng kiến CM Punk đánh bại John Cena để trở thành WWE Champion mới.
Money in the Bank được phát sóng toàn cầu và nhận được nhiều đánh giá tích cực, với sự kiện chính nhận được nhiều lời khen ngợi nhất. Về lượt mua pay-per-view, 195.000 khách hàng đã trả để xem so với con số 165.000 của năm trước.

## Bối cảnh
WWE Raw Power To The People ngày 20-6-2011, CM Punk đã giành được 1 suất cho chức vô địch WWE sau khi đánh bại Alberto Del Rio và Rey Mysterio. Sau trận đấu, Punk khẳng định rằng hợp đồng của anh với WWE sẽ hết hạn vào ngày 17-7 tới, chính là ngày diễn ra sự kiện Money In The Bank. Punk còn nói thêm ngay khi hết hạn hợp đồng, anh sẽ đánh bại John Cena và rời Chicago với chiếc đai vô địch. Tại Raw Roulette tuần tiếp theo, Punk đã khiến Cena thất bại trong trận Tables Match với R-Truth. Punk nói sẽ hạ gục Cena. Punk nói thêm anh không ghét Cena mà chỉ "ghen" với những gì Cena đạt được, với những ưu đãi của Cena từ "ông chủ" Mr. McMahon. Punk khẳng định mình là đô vật giỏi nhất ("I am the best wrestler in the world") và nói công ty WWE sẽ tốt hơn sau khi Vince McMahon qua đời. Mchahon không đồng tình với cm punk và quyết định cho sa thải anh. Tuần kế tiếp, Cena đòi McMahon cho CM Punk có cơ hội để cạnh tranh đai với mình. Sau nhiều phút tranh cãi, xích mích đã xảy ra giữa Cena và Vince. Ngay sau đó, McMahon tuyên bố Cena bị sa thải. McMahon sau đó rút lại yêu cầu sa thải Cena nhưng cũng ra điều kiện tại trận đấu tranh đai WWE Championship, nếu Punk rời Chicago với chiếc đai vô địch, Cena sẽ bị sa thải.
Christian, người thua tại trận tranh đai World Heavyweight Championship với Randy Orton tại WWE Capitol Punishment, đòi Theodore Long cho mình thêm 1 cơ hội nữa để tranh đai World Champion. Sau khi đáp ứng được đòi hỏi của Teddy Long là giành chiến thắng trong trận đấu đội cặp với Mark Henry, Christian được ký hợp đồng cho trận đấu tranh đai của mình. Các tuần kế tiếp, do rắc rối khi Sheamus hủy bản hợp đồng và Orton luôn đáp trả Christian, Teddy sắp 1 trận đấu tại Money In The Bank giữa "The WWE Apex Predator" Orton và "Captain Chrisma" Christian tranh đai WHC với các điều kiện là nếu Orotn bị disqualified hay "Bad Call" từ trọng tài (trọng tài xử không đúng), thì Christian sẽ có được danh hiệu World Champion lần thứ 2.
| #                                                                                | Kết quả | Thể loại | Thời gian |
| -------------------------------------------------------------------------------- | --- | --- | --------- |
| 1D                                                                               | Santino Marella và Vladimir Kozlov đánh bại The Nexus (David Otunga và Michael McGillicutty)                    | Trận đấu đồng đội | N/A       |
| 2                                                                                | Daniel Bryan đánh bại Cody Rhodes, Heath Slater, Justin Gabriel, Kane, Sin Cara, Sheamus và Wade Barrett        | Trận đấu thang Money in the Bank SmackDown tranh hợp đồng tranh đai World Heavyweight Championship                       | 24:27     |
| 3                                                                                | Kelly Kelly (c) (cùng với Eve Torres) đánh bại Brie Bella (cùng với Nikki Bella)                                | Trận đấu đơn tranh đai WWE Divas Championship                                                                            | 4:54      |
| 4                                                                                | Mark Henry đánh bại Big Show                                                                                    | Trận đấu đơn | 6:00      |
| 5                                                                                | Alberto Del Rio đánh bại Alex Riley, Evan Bourne, Jack Swagger, Kofi Kingston, The Miz, R-Truth và Rey Mysterio | Trận đấu thang Money in the Bank Raw tranh hợp đồng tranh đai WWE Championship                                           | 15:54     |
| 6                                                                                | Christian đánh bại Randy Orton (c) bằng luật chống phạm quy                                                     | Trận đấu đơn tranh đai World Heavyweight Championship Nếu Orton bị chống phạm quy hoặc gian lận, Orton sẽ mất danh hiệu. | 12:20     |
| 7                                                                                | CM Punk đánh bại John Cena (c)                                                                                  | Trận đấu đơn tranh đai WWE Championship Nếu Cena không bảo vệ thành công, anh sẽ bị đuổi việc.                           | 33:44     |
| - (c) – chỉ người vô địch bước vào trận đấu - D – chỉ trận đấu là một dark match | | |           |

## Nhân sự trên màn ảnh khác
| Bình luận viên - Jerry Lawler - Michael Cole - Booker T Ring announcer - Justin Roberts - Tony Chimel | Trọng tài - Charles Robinson - John Cone - Mike Chioda - Scott Armstrong |